# Rival (salle de cinéma)
Pour les articles homonymes, voir Rival.

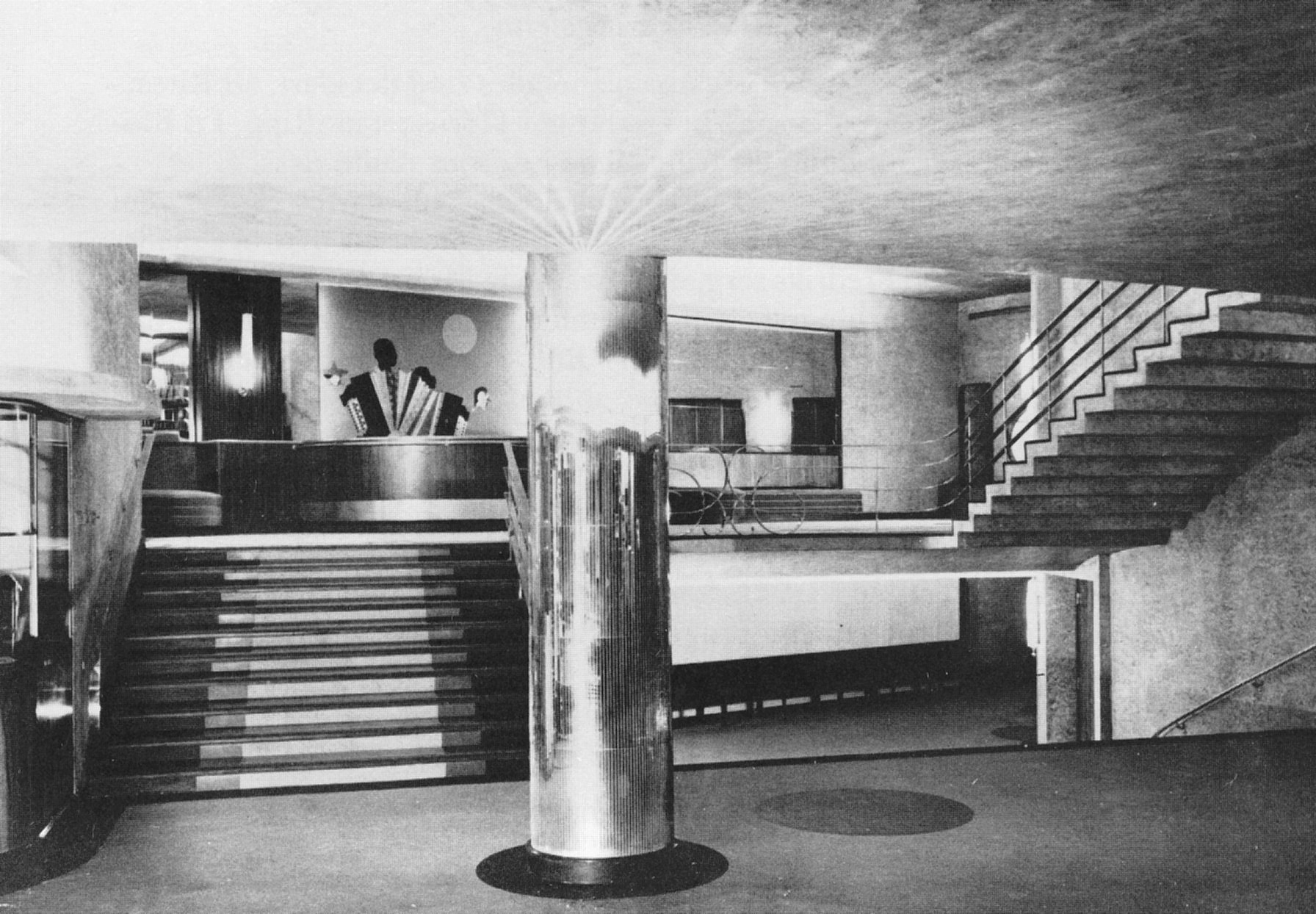
L'entrée du Rival, en 1937.

Le Rival est une salle de cinéma située dans l'Hôtel Rival (anciennement Hôtel Aston), au niveau de la place Mariatorget, sur l'île de Södermalm, à Stockholm. Lors de son inauguration le 26 décembre 1937 est projeté le film français Les Perles de la couronne de Sacha Guitry et Christian-Jaque. 
Le Rival est construit par la chaîne de salles de cinéma suédoise Ri-Teatrarna, et est censé remplacé le Ripp, situé sur Hornsgatan et démoli en 1939 pour la construction de la nouvelle voie de circulation Södergatan.